# Laïcité, Inch'Allah!
Laïcité, Inch’Allah! è un film documentario franco-tunisino del 2011 diretto da Nadia El Fani.
Girato in Tunisia ai prodromi dell’imminente Rivoluzione dei Gelsomini, movimento popolare di protesta contro l’allora presidente Zine El-Abidine Ben Ali, il film si sofferma sugli interrogativi della classe intellettuale del Paese, più orientata alla laicità, e i contrasti con la religiosità che ancora permeava la società, sollevando l’interrogativo se i mutamenti sociali a venire avrebbero portato a una maggiore libertà e laicità della società o aperto la strada ai fondamentalismi religiosi.
Inizialmente titolato Ni Allah ni maître («Né Allah, né padroni», sulla falsariga del motto anarchico Né Dio, né Stato, né servi, né padroni), la regista decise di rinominarlo Laïcité, Inch’Allah! («Laicità, se Dio vuole!») dopo le prime proiezioni in patria nel giugno 2011 che avevano provocato polemiche, tumulti, accuse di offesa alla religione e minacce da parte degli esponenti più fondamentalisti dell’islam locale, e con tale nuovo titolo fu distribuito in Francia il 21 settembre successivo.

## Il film
La struttura del film è un documentario girato in tempo reale poco prima dell’insorgere delle proteste contro il presidente tunisino Ben Ali e la crisi economica montante nel Paese; Nadia El Fani iniziò le riprese durante il ramadan del 2010 con l’intento di offrire uno spaccato della società tunisina, divisa tra istanze di laicità, in gran parte appannaggio delle classi più istruite del Paese, e chiusure ideologiche di stampo religioso.

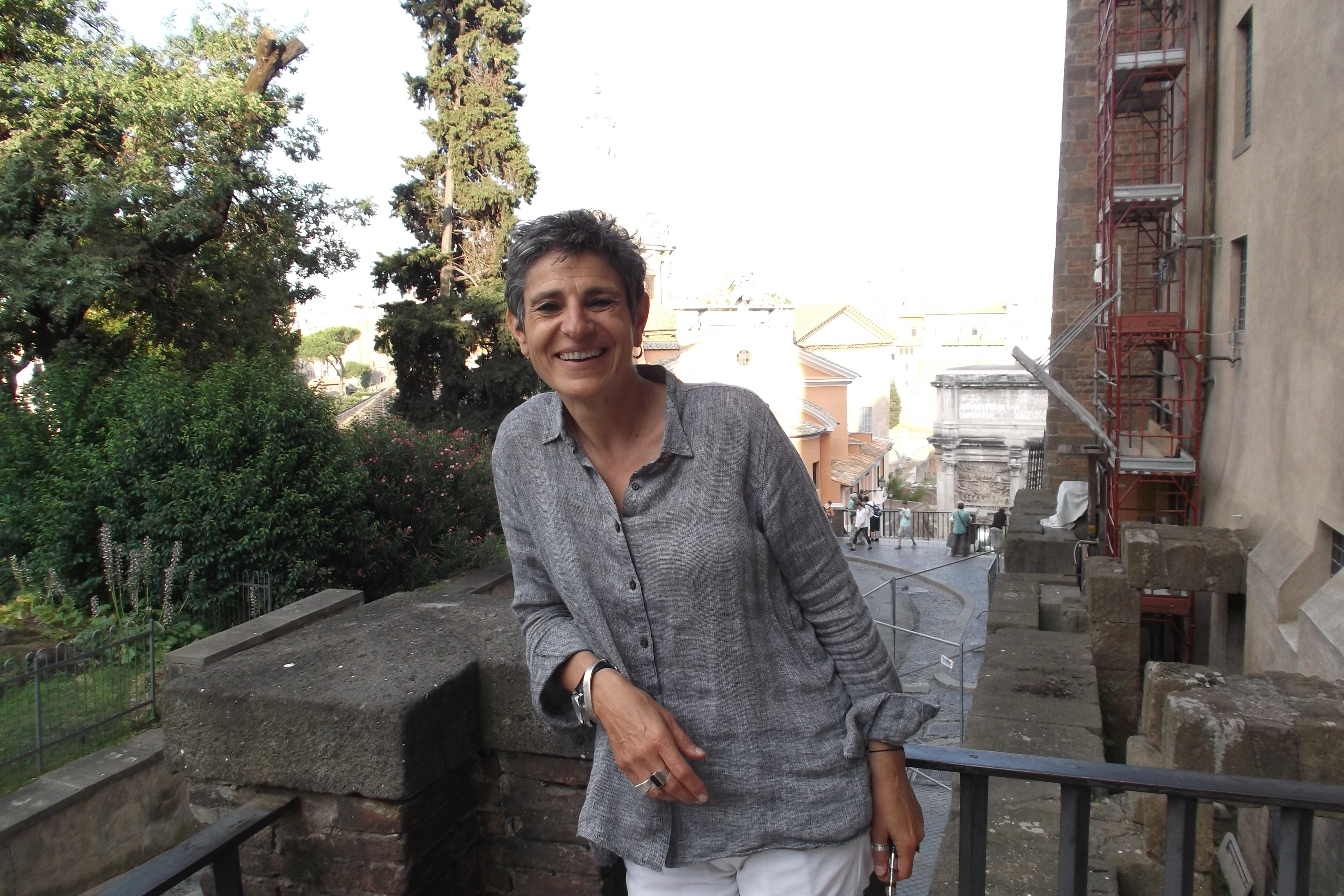
Nadia El Fani nel 2015 durante la presentazione del film al Comune di Roma

Il documentario mette anche in luce il contrasto tra tali due anime, esemplificato dalle riprese in cui durante una manifestazione si fronteggiano militanti femministe e islamisti.
El Fani, durante il documentario, non nasconde il suo ateismo, né omette di precisare che il ceto più laico è anche quello meno disagiato economicamente e più anziano, né, ancora, mancano testimonianze giornalistiche di come la religione abbia via via guadagnato influenza nella vita dei giovani appartenenti alle classi meno abbienti.
Una seconda parte del film fu girata ad aprile 2011 e in essa la regista raccolse le preoccupazioni di coloro che temevano che una nuova costituzione, facente seguito alla deposizione di Ben Ali e al cambio di regime, potesse portare a un maggior peso della religione nella società e alla riduzione di molte libertà personali.
Presentato fuori concorso al 64º festival di Cannes e, successivamente, distribuito in Tunisia nel giugno 2011 con il titolo Ni Allah ni maître nel periodo intercorrente tra la rivoluzione dei Gelsomini e la primavera araba, il film suscitò reazioni violente e scomposte, con tumulti di piazza, minacce di morte alla regista, arresti e richieste di censura; questo spinse El Fani a cambiare il titolo in quello con cui fu poi distribuito in Francia nelle sale da Jour2Fête a partire dal 21 settembre.
In tale Paese fu subito patrocinato dal movimento femminista Ni putes ni soumises e dalla Lega francese per i diritti umani e si assicurò il Prix de la Laïcité 2011 dell’associazione laica francese Comité Laïcité Republique.
In Italia, a parte brevi passaggi nel 2011 in manifestazioni tematiche sul cinema africano o mediterraneo, il film non trovò distribuzione.
Fu l’Unione degli Atei e degli Agnostici Razionalisti, che già aveva contribuito con dei fondi al completamento del film raccogliendo un appello della regista, a curarne anche la traduzione dei dialoghi in italiano, la sottotitolatura e, infine, la distribuzione in Italia a partire da marzo 2014, a titolo gratuito o spesso all’interno di rassegne tematiche.
Il 24 giugno 2015, ancora su iniziativa dell’UAAR, il film fu presentato in Campidoglio con il patrocinio del comune di Roma.